# Handful of Rain
| Recensione | Giudizio |
| ---------- | -------- |
| AllMusic   | [ 1 ]    |
| Rock Hard  | 8,0/10   |

Handful of Rain è l'ottavo album in studio del gruppo musicale heavy metal statunitense Savatage, pubblicato nel 1994 dalla Atlantic Records negli Stati Uniti d'America e dalla Bullet Proof Records in Europa.

## Il disco
È il primo disco prodotto dopo la morte del chitarrista Criss Oliva. La canzone Alone You Breath è infatti dedicata a lui: la versione "acoustic" è cantata da Jon, il fratello. Le musiche, interamente scritte da Jon Oliva, sono cupe e i testi pieni di riflessioni. Le canzoni trattano di vari argomenti: Chance parla di Chiune Sugihara, un diplomatico giapponese che nella seconda guerra mondiale salvò la vita di circa 6000 ebrei; Castles Burning tratta invece della vita di Giovanni Falcone e della sua lotta alla mafia.

## Tracce
1. Taunting Cobras – 3:21
2. Handful of Rain – 5:00
3. Chance – 7:48
4. Stare into the Sun – 4:42
5. Castles Burning – 4:38
6. Visions (Instrumental) – 1:25
7. Watching You Fall – 5:20
8. Nothing's Going On – 4:07
9. Symmetry – 5:03
10. Alone You Breathe – 7:29

Bonus track su alcune edizioni
1. Alone You Breathe (acoustic) – 7:29
2. Chance (Radio edit)  – 7:48

## Formazione

### Accreditata
- Zachary Stevens - voce
- Alex Skolnick - chitarra
- Johnny Lee Middleton - basso
- Steve Wacholz - batteria

#### Altri musicisti
- Jon Oliva - tastiere

### Effettiva
- Jon Oliva - chitarra, basso, pianoforte, tastiere, batteria, voce addizionale
- Zachary Stevens - voce
- Alex Skolnick - chitarra solista

### Formazione del Tour
- Zachary Stevens - voce
- Jon Oliva - tastiere, chitarra ritmica, voce addizionale
- Alex Skolnick - chitarra solista
- Johnny Lee Middleton - basso
- Jeff Plate - batteria

## Classifiche
| Classifica (1994)         | Posizione massima |
| ------------------------- | ----------------- |
| Germania                  | 85                |
| Stati Uniti (heatseekers) | 31                |

| Classifica (2022) | Posizione massima |
| ----------------- | ----------------- |
| Germania          | 20                |